# Jüdischer Friedhof (Niederntudorf)
Der Jüdische Friedhof Niederntudorf befindet sich im Ortsteil Niederntudorf der Stadt Salzkotten im Kreis Paderborn in Nordrhein-Westfalen. Als jüdischer Friedhof ist er ein Baudenkmal. Auf dem Friedhof an der Straße Zum Wasserberg im Dingfeld sind sieben Grabsteine erhalten. 

## Geschichte
Der Friedhof wurde von der 2. Hälfte des 19. Jahrhunderts bis 1930 belegt. Im Jahr 1976 wurde der Friedhof geschändet, dabei wurden zwei Inschriftentafeln zerstört.